# Велики Трновци
Велики Трновци су насељено мјесто у Босни и Херцеговини у Општини Какањ које административно припада Федерацији Босне и Херцеговине. Према попису становништва из 1991. у насељу је живјело 577 становника.

## Становништво
| Националност       | 1991.        | 1981.        | 1971.        |
| Хрвати             | 311 (53,89%) | 270 (45,07%) | 361 (59,37%) |
| Муслимани          | 255 (44,19%) | 212 (35,39%) | 244 (40,13%) |
| Срби               | 0            | 7 (1,16%)    | 3 (0,49%)    |
| Југословени        | 9 (1,55%)    | 63 (10,51%)  | 0            |
| остали и непознато | 2 (0,34%)    | 47 (7,84%)   | 0            |
| Укупно             | 577          | 599          | 608          |